# 화씨벽
화씨벽(중국어: 和氏璧, 병음: Hé Shì Bì)은 고대 중국에서 여기저기를 돌아다니며 역사적 중요성을 발휘한 벽(둥근돌 모양으로 비취 원석)이다.
《한비자》에 따르면 초나라 사람 변화(卞和)가 강가에서 원석을 발견하여 문왕이 도장을 만들었다. 처음엔 변화가 초 여왕에게 원석을 바쳤으나 옥세공인이 가짜 돌이라고 판정을 내리자 분노한 여왕은 변화의 다리를 잘라 버렸다. 여왕이 죽고 무왕이 즉위하자 변화는 다시 돌을 바쳤는데 이번에도 가짜라는 판정을 받고 나머지 한 다리도 잘렸다. 문왕이 즉위하자 다시 옥을 바치려 했는데 다리가 없어 갈 수가 없자 변화는 원석을 안고 엉엉 울었다. 문왕이 이야기를 듣고 원석을 가져다 반으로 갈라 보니 과연 세상에서 가장 좋은 빛깔을 가진 옥이 나왔고, 문왕이 그것을 잘라 도장을 만들었고 이때부터 천자를 계승할 때 쓰였으나 도장을 찍는 용도는 아니었다. 문왕은 변화에게 봉록을 내려 여생을 편히 살게 했다. 그러나 초 여왕부터 문왕이 즉위할 때까지 간극이 60년이 넘는지라 (기원전 757년~기원전 690년) 진위여부는 의심되는 부분이다.
그 뒤 세월이 흘러 조나라 혜문왕의 손에 들어갔는데, 이 소식을 들은 진 소양왕이 화씨벽과 성 15개를 바꾸자고 제안했다. 욕심 많은 소양왕이 약속을 지킬 리가 없었으나 그렇다고 거절하면 강대국인 진나라가 트집잡아 쳐들어올 판국이라 혜문왕은 딜레마에 빠졌는데, 이때 인상여가 직접 사신으로가 소양왕에게 화씨벽을 바친 뒤  다시 소양왕을 협박해 온전히 돌려받아옴으로서 훌륭하게 해결하여 재상이 되었다. 인상여가 빼앗길 번한 화씨벽으로 만든 옥새를 고스란히 돌려 받았기에 "완벽귀조"라는 말이 화씨벽에서 유래 되었다.
조나라가 망한 뒤 진시황은 화씨벽을 빼앗아 천자를 황제로 명명하고 등극을 한다. 또 진시황제는 남전옥으로 전국옥새를 만들었는데 이것은 전국을 통일한 인장용 옥새이며, 화씨벽으로 만든 천자의 옥새와 다른 용도의 도장이다. 이후 화씨벽은 진나라가 망하고 전한의 옥새가 되었다가, 효원황태후때 화씨벽으로 만든 옥새를 벽에 던져 깨지는 바람에 떼워서 사용하게 되었다.  후한과 위나라, 서진, 동진, 수나라, 당나라를 거쳤다가 오대십국 시대에 석경당이 요나라 군대의 힘을 빌려 후당을 치자 후당 마지막 황제 이종가가 천자옥새를 끌어안고 분신자살한 이후 행방이 묘연해졌다.
화씨벽으로 만든 도장은 단 하나로 천자의 계승용도이며, 남전옥으로 만든 전국옥새는 전국문서를 통일시킨  인장용 도장이다.  

## 같이 보기
- 전국옥새
- 구정 (중국)

1. ↑  한비. 《한비자》和氏篇(화씨편)